# یونگ هو چانگ
یونگ هو چانگ (انگلیسی: Yung Ho Chang؛ زادهٔ ) معمار، طراح، و هنرمند تجسمی اهل چین است.